# لورا دونيلي
لورا دونيلي (بالإنجليزية: Laura Donnelly)‏ هي ممثلة بريطانية، ولدت في 20 أغسطس 1982 في المملكة المتحدة.

## أعمال

### مسلسلات
- السقوط
- دخيلة

### أفلام
- الفزع (2009)

## وصلات خارجية
- لورا دونيلي على موقع IMDb (الإنجليزية)
- لورا دونيلي على موقع ألو سيني (الفرنسية)
- لورا دونيلي على موقع أول موفي (الإنجليزية)
- لورا دونيلي على موقع قاعدة بيانات برودواي على الإنترنت (الإنجليزية)
- لورا دونيلي على موقع قاعدة بيانات الفيلم (الإنجليزية)
- لورا دونيلي على موقع كينوبويسك (الروسية)